# Juan Antonio Gómez Trénor
Juan Antonio Gómez-Trénor Fos (Valencia, 1897-1983), conde de Trenor, sindicalista y político español. Jefe del Sindicato Nacional de Cereales,
alcalde de Valencia, y  procurador en las Cortes Españolas durante la Dictadura franquista.

## Biografía
Nació en Valencia en el seno de la rica y aristocrática familia Trénor. Era conde de Trénor por su matrimonio con su prima Elvira Trénor y Moróder. Fue nombrado alcalde de Valencia y procurador en las Cortes Españolas en 1943, en sustitución de Joaquín Manglano y Cucaló de Montull, barón de Cárcer. Su mandato estuvo protagonizado por el hambre y el estraperlo. Su gestión fue continuista de la obra de su antecesor, si bien en 1944 presentó un plan de ordenación territorial. Dimitió en 1947 por motivos de salud.